# Lepidophyma
Genre
Lepidophyma est un genre de sauriens de la famille des Xantusiidae.

## Répartition
Les espèces de ce genre se rencontrent au Mexique et en Amérique centrale.

## Liste des espèces
Selon The Reptile Database (16 avril 2012) :
- Lepidophyma chicoasensis Álvarez & Valentín, 1988
- Lepidophyma cuicateca Canseco-Márquez, Gutiérrez-Mayén & Mendoza-Hernández, 2008
- Lepidophyma dontomasi (Smith, 1942)
- Lepidophyma flavimaculatum Duméril, 1851
- Lepidophyma gaigeae Mosauer, 1936
- Lepidophyma lineri Smith, 1973
- Lepidophyma lipetzi Smith & del Toro, 1977
- Lepidophyma lowei Bezy & Camarillo, 1997
- Lepidophyma mayae Bezy, 1973
- Lepidophyma micropholis Walker, 1955
- Lepidophyma occulor Smith, 1942
- Lepidophyma pajapanensis Werler, 1957
- Lepidophyma radula (Smith, 1942)
- Lepidophyma reticulatum Taylor, 1955
- Lepidophyma smithii Bocourt, 1876
- Lepidophyma sylvaticum Taylor, 1939
- Lepidophyma tarascae Bezy, Webb & Álvarez, 1982
- Lepidophyma tuxtlae Werler & Shannon, 1957
- Lepidophyma zongolica García-Vázquez, Canseco-Márquez & Aguilar-López, 2010

## Description
Ces espèces mesurent entre 5 et 15 cm (sans la queue).

## Publication originale
- Duméril & Duméril, 1851 : Catalogue méthodique de la collection des reptiles du Muséum d'Histoire Naturelle de Paris. Gide et Baudry/Roret, Paris, p. 1-224 (« texte intégral »(Archive.org • Wikiwix • Archive.is • Google • Que faire ?)).